# Önundur Oddsson
Önundur breiðskeggur Oddsson (n. 870) foi um caudilho víquingue e um dos primeiros colonos de Borgarfjörður. Teve a sua fazenda em Breiðabólstaðir, Hjalli í Ölfusi, Árnessýsla na Islândia. Casou-se com Geirlaug Þormóðardóttir, filha de Þormóður gamli Bersason (apelidado o Velho, n. 840) e desse relacionamento nasceu Tongu-Odd, um dos personagens da Saga de Hænsna-Þóris. Önundur foi o primeiro goði do clã familiar dos Reykhyltingar.